# Renée Schuurman
Renée Schuurman (Durban, 26 oktober 1939 – Howick, 30 mei 2001) was een tennisspeelster uit Zuid-Afrika.
Slechts één keer nam Schuurman deel aan het Australisch kampioenschap, in 1959. Daarbij bereikte zij in alle drie disciplines de eindstrijd – zij verloor de enkelspelfinale van de Amerikaanse Mary Reitano, won de vrouwendubbelspelfinale (samen met haar landgenote Sandra Reynolds) van de Australische Lorraine Coghlan en voornoemde Reitano, en verloor de finale in het gemengd dubbelspel (samen met Australiër Rod Laver) van haar dubbelspelpartner Reynolds die Australiër Bob Mark aan haar zijde had.
Later in 1959 speelde Schuurman zowel in het damesdubbelspel als in het gemengd dubbelspel de finale van Roland Garros. Het damesdubbelspel won zij samen met Sandra Reynolds.
Schuurman speelde in 1963 voor Zuid-Afrika zes partijen op de Fed Cup.

## Resultaten grandslamtoernooien
| Legenda | Legenda                          |
| ------- | -------------------------------- |
| g.t.    | geen toernooi gehouden           |
| l.c.    | lagere categorie                 |
| –       | niet deelgenomen                 |
| G       | uitgeschakeld in de groepsfase   |
| 1R      | uitgeschakeld in de eerste ronde |
| 2R      | uitgeschakeld in de tweede ronde |
| 3R      | uitgeschakeld in de derde ronde  |
| 4R      | uitgeschakeld in de vierde ronde |
| KF      | uitgeschakeld in de kwartfinale  |
| HF      | uitgeschakeld in de halve finale |
| F       | de finale verloren               |
| W       | het toernooi gewonnen            |
| w-v     | winst/verlies-balans             |

### Enkelspel
| toernooi        | 1955 |    | 1957 | 1958 | 1959 | 1960 | 1961 | 1962 | 1963 | 1964 |
| --------------- | ---- | -- | ---- | ---- | ---- | ---- | ---- | ---- | ---- | ---- |
| Australian Open | –    | –  | –    | F    | –    | –    | –    | –    | –    |      |
| Roland Garros   | –    | 1R | 1R   | 2R   | KF   | 4R   | HF   | 3R   | –    |      |
| Wimbledon       | 1R   | 2R | 2R   | 1R   | KF   | HF   | KF   | KF   | 2R   |      |
| US Open         | –    | –  | –    | 2R   | –    | –    | 3R   | –    | –    |      |

### Vrouwendubbelspel
| toernooi        | 1957 | 1958 | 1959 | 1960 | 1961 | 1962 | 1963 | 1964 |
| --------------- | ---- | ---- | ---- | ---- | ---- | ---- | ---- | ---- |
| Australian Open | –    | –    | W    | –    | –    | –    | –    | –    |
| Roland Garros   | 2R   | KF   | W    | HF   | W    | W    | W    | –    |
| Wimbledon       | HF   | 3R   | HF   | F    | KF   | F    | HF   | HF   |
| US Open         | –    | –    | –    | –    | –    | –    | –    | –    |

### Gemengd dubbelspel
| toernooi        | 1957 | 1958 | 1959 | 1960 | 1961 | 1962 | 1963 | 1964 |
| --------------- | ---- | ---- | ---- | ---- | ---- | ---- | ---- | ---- |
| Australian Open | –    | –    | F    | –    | –    | –    | –    | –    |
| Roland Garros   | KF   | KF   | F    | 3R   | KF   | W    | HF   | –    |
| Wimbledon       | –    | –    | –    | 4R   | 4R   | 3R   | KF   | KF   |
| US Open         | –    | –    | –    | –    | –    | –    | –    | –    |